# Cratere Zilair
Zilair  è un cratere sulla superficie di Marte.